# Hierarchie vyšší šlechty v Německém císařství

Znak Německého císařství v letech 1888–1918

Hierarchie vyšší šlechty v Německém císařství byla pevně stanovené pořadí postavení představitelů vyšší aristokracie ve společnosti, které mělo zabránit nežádoucím neporozuměním a konfliktům nejen při ceremoniích a slavnostech. Určovalo, který aristokrat vstoupí před kým, kdo bude sedět vedle koho a podobně. Následující seznam zahrnuje Německé císařství s nutným přihlédnutím k dějinám Rakouského císařství, které vzniklo v roce 1804, jedná se tedy přibližně o německojazyčné území zaniklé Svaté říše římské národa německého (latinsky Imperium Romanum Sacrum Nationis Germanicae, německy Heiliges Römisches Reich Deutscher Nation).

## Nejvyšší skupina
Německé císařství bylo vyhlášeno v roce 1871, prvním císařem se stal Vilém I. (1871–1888). 
Po císaři následovali tito nositelé šlechtických titulů. 
| Pořadí | Titul                               | Německy                                     | Rok povýšení | Poznámka                                        |
| ------ | ----------------------------------- | ------------------------------------------- | ------------ | ----------------------------------------------- |
| 1.     | král pruský                         | König in Preußen, od 1772 König von Preußen | 1701, 1772   | kurfiřt, od 1871 německý císař; Hohenzollernové |
| 2.     | král bavorský                       | König von Bayern                            | 1806         | kurfiřt, Wittelsbachové                         |
| 3.     | král saský                          | König von Sachsen                           | 1806         | kurfiřt, Wettinové                              |
| 4.     | král württemberský                  | König von Württemberg                       | 1806         | 1803 kurfiřt                                    |
| 5.     | velkovévoda bádenský                | Großherzog von Baden                        | 1806         | 1803 kurfiřt                                    |
| 6.     | velkovévoda hesenský                | Großherzog von Hessen                       | 1806         |                                                 |
| 7.     | velkovévoda meklenbursko-zvěřínský  | Großherzog von Mecklenburg-Schwerin         | 1815         |                                                 |
| 8.     | velkovévoda sasko-výmarský          | Großherzog von Sachsen-Weimar               | 1815         | Wettinové                                       |
| 9.     | velkovévoda meklenbursko-střelický  | Großherzog von Mecklenburg-Strelitz         | 1815         |                                                 |
| 10.    | velkovévoda oldenburský             | Großherzog von Oldenburg                    | 1815         |                                                 |
| 11.    | vévoda brunšvický                   | Herzog von Brunswick                        |              |                                                 |
| 12.    | vévoda sasko-meiningenský           | Herzog von Sachsen-Meiningen                |              | Wettinové                                       |
| 13.    | vévoda sasko-altenburský            | Herzog von Sachsen-Altenburg                |              | Wettinové                                       |
| 14.    | vévoda sasko-kobursko-gothajský     | Herzog von Sachsen-Coburg-Gotha             |              | Wettinové                                       |
| 15.    | vévoda anhaltský                    | Herzog von Anhalt                           |              |                                                 |
| 16.    | kníže ze Schwarzburg-Sondershausenu | Fürst von Schwarzburg-Sondershausen         |              |                                                 |
| 17.    | kníže ze Schwarzburg-Rudolstadtu    | Fürst von Schwarzburg-Rudolstadt            |              |                                                 |
| 18.    | kníže z Waldecku                    | Fürst von Waldeck                           |              |                                                 |
| 19.    | kníže z Reussu (starší linie)       | Fürst von Reuss (ältere Linie)              |              |                                                 |
| 20.    | kníže z Reussu (mladší linie)       | Fürst von Reuss (jüngere Linie)             |              |                                                 |
| 21.    | kníže ze Schaumburg-Lippe           | Fürst von Schaumburg-Lippe                  |              |                                                 |
| 22.    | kníže z Lippe                       | Fürst von Lippe                             |              |                                                 |

Hierarchie nepanujících knížat byla stanovena římským císařem Karlem VI. (vládl 1711–1740) v roce 1728. Rozhodující pro zařazení bylo uvedení hlavy rodu na lavici vyšší šlechty na říšském sněmu v Řezně. Příslušný rod měl své křeslo a virilní hlas. Definitivní podoba pochází z roku 1837 z doby vlády Ferdinanda I. (rakouský císař 1835–1848) a platila až do zániku Rakousko-Uherské monarchie v roce 1918. V Německu nebyla tato hierarchie zcela dodržována.
| Pořadí | Titul                              | Rok povýšení | Poznámka |
| ------ | ---------------------------------- | ------------ | -------- |
| 23.    | kníže Arenberg                     | 1582         |          |
| 24.    | kníže Lobkowicz (Lobkovic)         | 1653         |          |
| 25.    | kníže Salm-Salm                    | 1654         |          |
| 26.    | kníže Salm-Kyrburg                 | 1654         |          |
| 27.    | kníže Dietrichstein (Ditrichštejn) | 1654         |          |
| 28.    | kníže Auersperg                    | 1654         |          |
| 29.    | kníže Fürstenberg                  | 1664         |          |
| 30.    | kníže Schwarzenberg (Švarcenberk)  | 1674         |          |
| 31.    | kníže Thurn-Taxis                  | 1754         |          |

## Střední skupina
Střední stupeň hierarchie vyšší šlechty tvořilo 40 rodů, které byly kdysi bezprostředně podřízeny Říši, ale nebyly uvedeny na Říšský sněm. Rozhodující pro pořadí bylo vydání erbovního listu.
| Pořadí | Jméno rodu                                       | Rok povýšení | Poznámka |
| ------ | ------------------------------------------------ | ------------ | -------- |
| 32.    | Croy                                             | 1664         |          |
| 33.    | Löwenstein-Wertheim-Rosenberg                    | 1711         |          |
| 34.    | Esterházy                                        | 1712         |          |
| 35.    | Oettingen-Spielberg                              | 1734         |          |
| 36.    | Solms-Braunfels                                  | 1742         |          |
| 37.    | Hohenlohe-Waldenburg-Bartenstein                 | 1744         |          |
| 38.    | Hohenlohe-Waldenburg-Jagdsberg                   | 1744         |          |
| 39.    | Hohenlohe-Waldenburg-Schillingsfürst             | 1744         |          |
| 40.    | Isenburg-Offfenbach-Birstein                     | 1744         |          |
| 41.    | Colloredo-Mansfeld                               | 1763         |          |
| 42.    | Khevenhüler                                      | 1763         |          |
| 43.    | Kaunitz-Rietberg (Kounic-Rietberg)               | 1764         |          |
| 44.    | Hohenlohe-Langenburg-Langenburg                  | 1764         |          |
| 45.    | Hohenlohe-Langenburg-Oehringen                   | 1764         |          |
| 46.    | Hohenlohe-Langenburg-Kirchberg                   | 1764         |          |
| 47.    | Starhemberg                                      | 1765         |          |
| 48.    | Oettingen-Wallerstein                            | 1774         |          |
| 49.    | Leiningen                                        | 1779         |          |
| 50.    | Wied                                             | 1784         |          |
| 51.    | Salm-Reifferscheidt-Krautheim (linie Raitz)      | 1790         |          |
| 52.    | Rosenberg                                        | 1790         |          |
| 53.    | Schönburg-Waldenburg                             | 1790         |          |
| 54.    | Schönburg-Hartenstein                            | 1790         |          |
| 55.    | Solms-Hohensolms-Lich                            | 1792         |          |
| 56.    | Sayn-Wittgenstein-Berleburg                      | 1792         |          |
| 57.    | Looz-Corswaren                                   | 1803         |          |
| 58.    | Waldburg-Wolfegg-Waldsee                         | 1803         |          |
| 59.    | Waldburg-Zeil-Trauchburg                         | 1803         |          |
| 60.    | Waldburg-Zeil-Wurzach                            | 1803         |          |
| 61.    | Metternich                                       | 1803         |          |
| 62.    | Fugger-Babenhausen                               | 1803         |          |
| 63.    | Salm-Reifferscheidt-Krautheim (zahraniční linie) | 1804         |          |
| 64.    | Windisch-Graetz                                  | 1804         |          |
| 65.    | Sayn-Wittgenstein-Hohenstein                     | 1804         |          |
| 66.    | Trauttmansdorff                                  | 1805         |          |
| 67.    | Leyen                                            | 1806         |          |
| 68.    | Löwenstein-Wertheim-Freudenberg                  | 1812         |          |
| 69.    | Salm-Horstmar                                    | 1817         |          |
| 70.    | Bentheim-Steinfurt                               | 1817         |          |
| 71.    | Bentheim-Tecklenburg nebo Rheda                  | 1817         |          |

## Nižší skupina
Poslední skupinu tvoří 19 rodů, které bezprostředně nepodléhaly Říši a řadily se z větší části mezi titulární knížata.
| Pořadí | Jméno rodu    | Rok povýšení | Poznámka |
| ------ | ------------- | ------------ | -------- |
| 72.    | Ligne         | 1601         |          |
| 73.    | Lubomirski    | 1659         |          |
| 74.    | Chigi         | 1659         |          |
| 75.    | Porcia        | 1662         |          |
| 76.    | Lamberg       | 1707         |          |
| 77.    | Odescalchi    | 1714         |          |
| 78.    | Jablonowski   | 1743         |          |
| 79.    | Kinský        | 1747         |          |
| 80.    | Sulkowsky     | 1752         |          |
| 81.    | Batthyány     | 1764         |          |
| 82.    | Clary         | 1767         |          |
| 83.    | Paar          | 1769         |          |
| 84.    | Belgiojoso    | 1769         |          |
| 85.    | Palm          | 1783         |          |
| 86.    | Grassalkovics | 1784         |          |
| 87.    | Bretzenheim   | 1790         |          |
| 88.    | Lynar         | 1806         |          |
| 89.    | Pálffy        | 1807         |          |
| 90.    | Collalto      | 1822         |          |